# Зубова, Аделаида Алексеевна
Зу́бова Аделаи́да Алексе́евна (в замужестве Родзянко; 1830—14 февраля 1893) — начальница Киевского института благородных девиц, писательница (псевдоним Тальцева).

## Биография
Дочь действительного статского советника Алексея Александровича Зубова. Стала писательницей в возрасте 21 года. Под псевдонимом «А. Тальцева» она сначала переводила и переделывала с французского водевили и комедии, например: «Так и этак», «А ларчик просто открывался», «Любовь по приказу, или первые опыты кокетства». Вскоре начала сочинять оригинальные произведения: «И дружба, и любовь», «Однофамильцы», «Русские в 1854 году», «Беззаботная», «Жених» и др.
В 1851—1855 годах многие из них с большим успехом ставились на сцене Александринского и Михайловского театров в Санкт-Петербурге. Позднее Зубова создала роман «Сельцо Михайловское-Прыскухино», повести «Три женские жизни» и «Старый приятель», рассказы «Пять дней в уездном городе, рассказ молодого человека», «Елена» (в стихах) и другие. Многие из её сочинений появились на страницах журналов «Пантеон» и «Сын Отечества» . Обстановка и события этих произведений, скорее всего, отображают повседневную жизнь в усадьбе отца Зубовой — Шоломово, а также их соседей. В качестве персонажей, возможно, выступали родные и знакомые.
21 апреля 1857 года в Петербурге вышла замужем за Олонецкого вице-губернатора Николая Васильевича Родзянко (23.03.1817 — 11.10.1871). Жила с ним в Пскове и Томбове, где состояла председательницей дамского отделения губернского комитета попечительного общества о тюрьмах. Позже уехала с мужем на Украину в имение Бруссово Хорольского уезда Полтавской губернии. 
Овдовев в 1871 году, стала начальницей Киевского института благородных девиц и была известна как автор сочинений педагогического содержания: «Взгляд на общие обязанности в деле воспитания детей» (Киев, 1871). В 1892 году она написала «премилое и прелюбезное» письмо племяннику Юлию Михайловичу по поводу его поэмы «На Юг!».
Скончалась 14 февраля 1893 года.
Дочь — Ольга (1868—02.06.1872), умерла от эпидемической болезни, похоронена в Аскольдовой могиле.

## Литературная деятельность
Известно несколько театральных пьес, написанных Зубовой в 1850-х годах:
- Переводный водевиль «А ларчик просто открывался» (представлен в 1851 г.)
- Переделанная с французского комедия в одном действии «Любовь по приказу, или Первые опыты кокетства»[12]
- «И дружба, и любовь», разговор для сцены[13]
- «Однофамильцы», комедия-водевиль в 2-х отделениях[14]
- «Русские в 1854 году», драматические сцены в 2-х действиях и картинах[15]. Кроме того, Зубова поместила в «Сыне Отечества» за 1852 г. повесть «Сельцо Михайловское» (№ 3 и 4) и «Пять дней в уездном городе, рассказ молодого человека» (№ 10), а в «Пантеоне» за 1854 г. — роман «Три жизни» (№ 5 и 6).

Некоторые произведения остались ненапечатанными :
- Повесть в стихах «Елена»
- Повесть в 3-х частях «Старый приятель».

Свои педагогические взгляды Аделаида Алексеевна изложила в книге «Взгляд на общие обязанности в деле воспитания детей» (Киев, 1872 г.), написанной ею уже после выхода замуж.